# Торичелли, Георгий Иванович
Гео́ргий (Георгис) Ива́нович Ториче́лли (1800, Лугано — 1843, Одесса, Херсонская губерния) — русский архитектор, один из крупнейших архитекторов Одессы первой половины XIX века.

## Биография
В 1826 году, получив образование, приехал из Лугано (Швейцария) в Одессу, где его отец Джованни Торичелли работает как художник. Проработал в Одессе 17 следующих лет своей жизни.
Выполнил совместно с Ф. К. Боффо архитектурный план Одессы (1826).
В 1832 году стал победителем конкурса проектов строительства купеческой биржи (ныне — Одесский горсовет) на Приморском бульваре. Строительство было завершено в 1834 году вблизи формировавшегося с 1820-х годов торгового центра города — Старобазарной площади. В возведённом центральном корпусе с башней, четырёх угловых павильонах и навесах ощущаются мотивы городской архитектуры Северной Италии. Фасады выстроенных по периметру рынка лавок были объединены колоннадой по вторым этажам (в значительной мере этот архитектурный ансамбль ныне утрачен).
Выполнил проект Биржевой (ныне — Думской) площади (1835) году и Театральной площади с Английским клубом (ныне — музей морского флота по улице Ланжероновской, 6), (1842). Считается, что бело-голубая расцветка клуба связана с цветами известного английского фарфора фирмы Веджвуд. Архитектор удачно вписал здание в рельеф крутого спуска: фасад, выходящий в сквер Оперного театра, одноэтажный, а обращённый к Думской площади имеет высокий цоколь и бельэтаж. По внутренней отделке выделяется белый зал, выполненный в классическом стиле.
Выполнил строительство торгового комплекса — 44 лавки «Пале-Рояля» (в сквере Пале-Рояль), выходящие аркадами на улицы Ланжероновскую, Екатерининскую и Театральный (Чайковского) переулок, это строительство после смерти Торричелли было завершено архитектором К. О. Даллаква.
По проекту Торричелли построен Сабанеев мост (1828—1836).
В 1837 году по просьбе графа М. С. Воронцова выполнил проект Архангело-Михайловского собора, две развернутые колоннады которого напоминали Казанский собор в Петербурге.
Автор проектов жилых домов на улицах Толстого, 19 (1835), Нежинской, 64 (1836), Дерибасовской, 27 (1837, собственный дом архитектора), Екатерининской, 3 (1835), Греческой, 33 (1840), Дерибасовской, 19 (1842). Одним из лучших считается дом на углу улиц Нежинской и Тираспольской (1834), планировочное решение которого восходит к итальянским городским палаццо.

Вероятной причиной ранней смерти архитектора считают болезнь Боткина, малоизвестную медицине того времени.
- Проекты Г. К. Торичелли в Одессе и на юге Украины.
- Здание старой биржи в Одессе
- Особняк Толстого — Дом учёных
- Лютеранская церковь Св. Павла до перестройки. Фото не ранее 1895 года.
- Здание морского музея в Одессе.
- Сабанеев мост
- Доходный дом по ул. Дерибасовской, №27
- Преображенская церковь в Мошнах

## Известные работы

### Одесса
- купеческая биржа на Приморском бульваре;
- Особняк штаб-ротмистра Хорвата, с 1838 года во владении графа М. М. Толстого. В советское время в особняке разместился одесский Дом учёных, существующий и поныне.
- Английский клуб (ныне — музей морского флота по улице Ланжероновской, 6)
- «Дом Навроцкого» (улица Ланжероновская, 8, перестроен)
- 44 лавки Пале-Рояля (сквер Пале-Рояль), до настоящего времени не сохранились;
- Сабанеев мост;
- Архангело-Михайловский собор (разрушен в 1931 году);
- Кирха Святого Павла (под общим руководством Франциско Карловича Боффо, совместно с Джованни Фраполли) в 1895—1897 годах существенно перестроена;
- Бывший дворец князя Луки Калио (1834 год, Тираспольская улица, 4)[2]  - Проекты Г. И. Торичелли в городах Крыма
  - Керченский музей древностей (здание не сохранилось).
  - Храм во имя всех Крымских Святых и Феодора Стратилата в Алуште.
  - Вид храма в конце XIX века.
  - Вид на колокольню Церкви Св. Иоанна Златоуста (1832—1837) с моря. Объект отмечен в лоциях.
  - Церковь св. Захарии и Елисаветы в Ак-Мечети

### Алушта
Храм во имя всех Крымских Святых и Феодора Стратилата.,.

### Ялта
Проект церкви св. Иоанна Златоуста (1832—1837, строил архитектор К. И. Эшлиман). Она возведена на Поликуровском холме, строилась за счёт казны при непосредственном присмотре М. С. Воронцова. Освящён храм 16 сентября 1837 года владыкой Гавриилом (Розановым) архиепископом Екатиринославским. На следующий день, 17 сентября, в Ялту на яхте «Полярная звезда» прибыл император Николай I с семьёй. Поднявшись к новой церкви на Поликуровский холм в сопровождении свиты, государь был восхищён открывшимся видом. 23 марта 1838 года был подписан Высочайший указ — поселение Ялта получило статус города. Перестраивалась архитектором Н. П. Красновым. В годы войны сгорела и была разобрана, кроме колокольни. Восстановлена в 1990-е годы.

### Керчь
Здание Керченского музея древностей (1839). Повреждено во время военных действий в 1941—1944 годы, затем снесено.

### Другие работы

#### Преображенская церковь в Мошнах.
Преображенская церковь в Мошнах была построена на средства новороссийского и бессарабского генерал-губернатора М. С. Воронцова. Храм был построен на месте деревянной церкви, возведенной в 1709 году. Спасо-Преображенская церковь возводилась в 1830—1840 годы по проекту Джорджио Торричелли в бытность его городским архитектором Одессы. Постройкой руководил инженер-подпоручик Т. А. Ступников. Несмотря на восточный декор, по мнению искусствоведов, в проекте храма соблюдены принципы православной «крестовокупольности»: боковые ветви креста сильно укорочены, а центральная — удлинена. По моде XIX века храм построен одним корпусом с 50-метровой колокольней. Над средокрестием — самый крупный, по-восточному приплюснутый купол. Особое очарование постройке придают многочисленные изящные башенки. В интерьерах установлены витражи, не свойственные православной архитектуре. Колокольня увенчана пятью куполами, а центральный купол храма окружают восемь маленьких. На девяти минаретах вокруг храма — девять полукуполов. Церковь отличается прекрасной акустикой. Освятил храм митрополит Киевский и Галицкий Филарет (Амфитеатров).
Церковь в имении Фалеевка-Садовое в Херсонской губернии. До наших дней не сохранилась.
Ак-мечеть. Храм святого пророка Захарии и святой праведной Елисаветы.